# Franz Josef Niedenzu

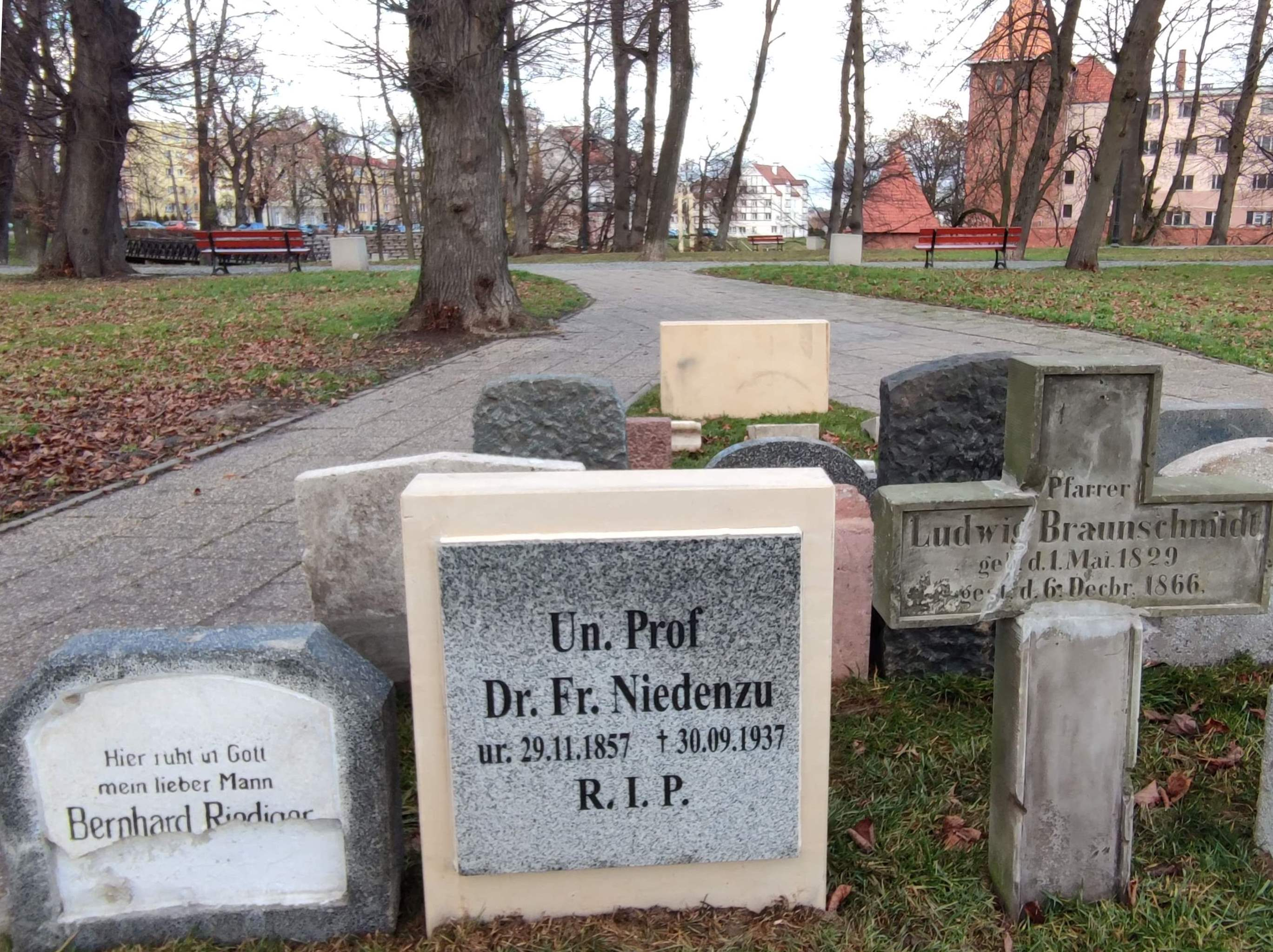
Der Grabstein auf dem Johannisfriedhof in Braunsberg

Franz Josef Niedenzu (* 29. November 1857 in Köppernig, Kreis Neisse, Provinz Schlesien; † 30. September 1937 in Braunsberg, Ostpreußen) war ein deutscher Botaniker. Sein offizielles botanisches Autorenkürzel lautet „Nied.“

## Leben
Niedenzu besuchte das Gymnasium in Neiße und machte dort 1878 das Abitur. Anschließend studierte er an der Universität Breslau Mathematik und Naturwissenschaften und wurde aktives Mitglied der katholischen Studentenverbindung K..St.V. Unitas Breslau im KV. Nach seinem Staatsexamen 1886 war er zunächst am Breslauer Johannesgymnasium tätig, um danach ab 1888 wissenschaftlicher Assistent des Botanikers Adolf Engler. 1889 wurde er promoviert. Als Engler nach Berlin berufen wurde, ging Niedenzu mit ihm nach Berlin.
1892 erhielt Niedenzu den Lehrstuhl für Mathematik und Naturwissenschaften am Lyceum Hosianum in Braunsberg, das später in „Staatliche Akademie“ umbenannt wurde.  Niedenzu gründete 1893 den Botanischen Garten von Braunsberg und züchtete dort die ersten Tomaten sowie weitere südamerikanische Pflanzen im Ostgebiet.
Niedenzus Hauptarbeitsgebiet war die Systematische Botanik, ausgehend von den Arbeiten seines Lehrers Engler, der eine neue Pflanzensystematik begründet hatte.
Niedenzu war der Herausgeber der 20. bis 22. Auflage der Flora von Deutschland von Christian August Friedrich Garcke. Niedenzu wurde berühmt für seine Arbeit über die Malpighiengewächse; für das Werk Das Pflanzenreich von Adolf Engler schrieb er das entsprechende Kapitel „Malpighiaceae“. Zum Werk Die natürlichen Pflanzenfamilien von Engler und Carl Prantl trug er neun Familienbeschreibungen bei.
Er beschrieb zahlreiche neue Arten sowie sechs neue Gattungen: Alcoceratothrix (=Byrsonima), Callyntranthele (=Blepharandra), Cordobia, Diaspis (=Caucanthus), Malpighiodes und Sprucina (=Jubelina).
Niedenzu, seit 1925 Rektor der Akademie Braunsberg, wurde 1926 emeritiert. Neben seiner Zugehörigkeit zur Verbindung Unitas-Breslau war er auch Ehrenphilister der Königsberger KV-Verbindungen Borussia und Tannenberg.

## Ehrungen
- Preußischer Roter Adlerorden IV. Klasse
- Die Pflanzengattungen Niedenzua Pax aus der Familie der Wolfsmilchgewächse (Euphorbiaceae) und Niedenzuella W.R.Anderson aus der Familie der Malpighiengewächse (Malpighiaceae) sind nach ihm benannt.[2]